# Giovanni IV bar Abgar
Giovanni bar Abgar (... – Baghdad, 16 maggio 905) è stato un vescovo cristiano orientale siro, vescovo di al-Zawabi e patriarca della Chiesa d'Oriente tra l'899 e il 905.

## Biografia
Ignoto il luogo di origine di questo patriarca. Fu educato a Baghdad dallo zio Khudahi lo zoppo, da cui prese il soprannome bar abgar, ossia "figlio dello zoppo". Era vescovo di al-Zawabi, nella regione di Wasit quando divenne patriarca della Chiesa d'Oriente. 
Dopo la morte del patriarca Giovanni III, il 9 settembre 899, i vescovi e i nobili nestoriani non si trovarono d'accordo sulla scelta del successore e la vacanza della sede patriarcale durò all'incirca un anno. Alla fine fu scelto Giovanni, che ricevette la consacrazione patriarcale il giovedì 11 settembre 900. Fu il primo patriarca a prendere per iscritto l'impegno a vivere cristianamente il proprio incarico, eliminando dal suo stile di vita venalità, simonia e corruzione, che erano i mali maggiori della Chiesa nestoriana del tempo.
Uomo di scienza e di legge, Giovanni celebrò un sinodo nel quale regolò la questione della successione dei beni secondo il diritto islamico.
Morì nella residenza patriarcale di Dar al-Rum di Baghdad il 16 maggio 905 e fu sepolto nella chiesa di Nostra Signora (al-Kursi).